# Clarke County (Virginia)
Clarke County ist ein County im Bundesstaat Virginia der Vereinigten Staaten. Bei der Volkszählung im Jahr 2020 hatte das County 14.783 Einwohner und eine Bevölkerungsdichte von 32,3 Einwohnern pro Quadratkilometer. Der Verwaltungssitz (County Seat) ist Berryville.

## Geographie
Clarke County liegt fast im äußersten Norden von Virginia, grenzt an West Virginia und hat eine Fläche von 462 Quadratkilometern, wovon vier Quadratkilometer Wasserfläche sind. Es grenzt im Uhrzeigersinn an folgende Countys: Loudoun County, Fauquier County, Warren County und Frederick County.

## Geschichte
Gebildet wurde es am 8. März 1836 aus Teilen des Frederick County. Benannt wurde es nach dem Forscher und General George Rogers Clark.

## Demografische Daten

Alterspyramide des Clarke County

Nach der Volkszählung im Jahr 2000 lebten im Clarke County 12.652 Menschen in 4.942 Haushalten und 3.513 Familien. Die Bevölkerungsdichte betrug 28 Einwohner pro Quadratkilometer. Ethnisch betrachtet setzte sich die Bevölkerung zusammen aus 91,15 Prozent Weißen, 6,73 Prozent Afroamerikanern, 0,19 Prozent amerikanischen Ureinwohnern, 0,49 Prozent Asiaten, 0,03 Prozent Bewohnern aus dem pazifischen Inselraum und 0,55 Prozent aus anderen ethnischen Gruppen; 0,85 Prozent stammten von zwei oder mehr Ethnien ab. 1,46 Prozent der Bevölkerung waren spanischer oder lateinamerikanischer Abstammung.
Von den 4.942 Haushalten hatten 29,4 Prozent Kinder und Jugendliche unter 18 Jahre, die bei ihnen lebten. 58,2 Prozent waren verheiratete, zusammenlebende Paare, 8,9 Prozent waren allein erziehende Mütter, 28,9 Prozent waren keine Familien, 24,1 Prozent waren Singlehaushalte und in 9,9 Prozent lebten Menschen im Alter von 65 Jahren oder darüber. Die Durchschnittshaushaltsgröße betrug 2,50 und die durchschnittliche Familiengröße lag bei 2,97 Personen.
Auf das gesamte County bezogen setzte sich die Bevölkerung zusammen aus 23,4 Prozent Einwohnern unter 18 Jahren, 5,8 Prozent zwischen 18 und 24 Jahren, 29,1 Prozent zwischen 25 und 44 Jahren, 27,1 Prozent zwischen 45 und 64 Jahren und 14,6 Prozent waren 65 Jahre alt oder darüber. Das Durchschnittsalter betrug 41 Jahre. Auf 100 weibliche Personen kamen 98,0 männliche Personen. Auf 100 Frauen im Alter von 18 Jahren oder darüber kamen statistisch 96,6 Männer.
Das jährliche Durchschnittseinkommen eines Haushalts betrug 51.601 USD, das Durchschnittseinkommen der Familien betrug 59.750 USD. Männer hatten ein Durchschnittseinkommen von 40.254 USD, Frauen 30.165 USD. Das Prokopfeinkommen betrug 24.844 USD. 4,2 Prozent der Familien und 6,6 Prozent der Bevölkerung lebten unterhalb der Armutsgrenze. Davon waren 7,1 Prozent Kinder oder Jugendliche unter 18 Jahre und 11,1 Prozent waren Menschen über 65 Jahre.